# Discografia lui Grigore Kiazim
Discografia instrumentistului Grigore Kiazim cuprinde discuri de gramofon, viniluri, benzi de magnetofon, CD-uri, ce conțin înregistrări efectuate la casa de discuri Electrecord și la Societatea Română de Radiodifuziune.

## Discuri Electrecord
| An   | Număr de catalog                                    | Format                   | Piese | Acompaniament                                                                    |
| 1954 | EPA 1865                                            | shellac, 25 cm, 78 RPM   | 1. Lăzeasca din Medgidia (mandolină) 2. Bătuta de la Dunăre (mandolină) | O.M.P.R., dirijor Nicu Stănescu                                                  |
| 1955 | EPA 1974                                            | shellac, 25 cm, 78 RPM   | 1. Săltata (mandolină) 2. Hora de la Constanța (mandolină) | O.M.P.R., dirijor Victor Predescu (1) O.M.P.R., dirijor Nicu Stănescu (2)        |
| 1955 | EPA 1999                                            | shellac, 25 cm, 78 RPM   | Ursăreasca (mandolină) | O.M.P.R., dirijor Mielu Florescu                                                 |
| 1955 | EPA 2000                                            | shellac, 25 cm, 78 RPM   | Fata babei Marioara (mandolină) | O.M.P.R., dirijor Rudolf Wagner                                                  |
| 1956 | EPA 2191                                            | shellac, 25 cm, 78 RPM   | Hora lui Teișanu (mandolină) | O.M.P.R., dirijor Victor Predescu                                                |
| 1956 | EPA 2192                                            | shellac, 25 cm, 78 RPM   | Hora lui Ion Dinicu (mandolină) | O.M.P.R., dirijor Victor Predescu                                                |
| 1956 | EPA 2202                                            | shellac, 25 cm, 78 RPM   | Joc popular turcesc (mandolină) Melodie turcească de dragoste | Orchestra Electrecord, dirijor I. Budișteanu                                     |
| 1956 | EPA 2203                                            | shellac, 25 cm, 78 RPM   | Geamparalele din Dobrogea (mandolină) | Orchestra Electrecord, dirijor I. Budișteanu                                     |
| 1956 | EPA 2215                                            | shellac, 25 cm, 78 RPM   | Cântec de joc turcesc (mandolină) Cântec turcesc (mandolină) | Orchestra Electrecord, dirijor I. Budișteanu                                     |
| 1956 | EPA 2222                                            | shellac, 25 cm, 78 RPM   | Hora lui Lică (mandolină) | Orchestra Electrecord, dirijor I. Budișteanu                                     |
| 1956 | EPA 2224                                            | shellac, 25 cm, 78 RPM   | Cântec de dragoste turcesc (mandolină) Joc de nuntă turcesc (mandolină) | Orchestra Electrecord, dirijor I. Budișteanu                                     |
| 1956 | EPA 2226                                            | shellac, 25 cm, 78 RPM   | Sârba din Teiș (mandolină) | O.M.P.R., dirijor Victor Predescu                                                |
| 1956 | EPD 1                                               | vinil, LP, 25 cm, 33 RPM | 3. Hora de la Constanța (mandolină) | O.M.P.R., dirijor Nicu Stănescu                                                  |
| 1958 | EPA 2537                                            | shellac, 25 cm, 78 RPM   | Sârba fedeleșului și Sârba lui Grigoraș Dinicu (mandolină) | O.M.P.R., dirijor Victor Predescu                                                |
| 1958 | EPA 2539                                            | shellac, 25 cm, 78 RPM   | Leliță Floare (mandolină) | O.M.P.R., dirijor Victor Predescu                                                |
| 1961 | EPA 3063                                            | shellac, 25 cm, 78 RPM   | Hora din Cârjelari (cobză) Sârba din Măcin (cobză) | orchestra Grigore Kiazim                                                         |
| 1961 | EPA 3073                                            | shellac, 25 cm, 78 RPM   | Osman Aga (cobză) Cântec turcesc de nuntă din Medgidia | orchestra Grigore Kiazim                                                         |
| 1961 | EPA 3105                                            | shellac, 25 cm, 78 RPM   | Beteala miresei (banjo) Geamparalele din Medgidia (cobză) | orchestra Grigore Kiazim                                                         |
| 1963 | EPD 1033                                            | vinil, LP, 25 cm, 33 RPM | 4. Horă și sârbă dobrogeană (cobză) | Orchestrele „Ciocârlia” și RTV (unite), dirijor Victor Predescu                  |
| 1963 | EPA 3284                                            | shellac, 25 cm, 78 RPM   | Hora lui Ion Dinicu (cobză) Sârbă din Măcin (cobză) | orchestra Victor Predescu                                                        |
| 1964 | EPC 562                                             | vinil, 17 cm, 33 ⅓ RPM   | 1. Beteala miresei (banjo) 2. Hora lui Ion Dinicu (cobză) 3. Leliță floare (mandolină) 4. Sârbă din Măcin (cobză) | orchestra Victor Predescu                                                        |
| 1966 | ST-EPD 1139                                         | vinil, LP, 25 cm, 33 RPM | 3. Horă și sârbă dobrogeană (cobză) | Orchestrele „Ciocârlia” și RTV (unite), dirijor Victor Predescu                  |
| 1967 | EPC 915 (mandolină) Muzică populară turcească       | vinil, 17 cm, 33 ⅓ RPM   | 1. Ey bostanci 2. Dügün oyunu (geampara) 3. Dügün oyunu 4. Ceribași 5. Muhabet havasi 6. Tekbir 7. Oyun havasi 8. Usküdara giderken bir mendil buldum | orchestra Grigore Kiazim                                                         |
| 1968 | 45-EPC 10.071 (mandolină)                           | vinil, 17 cm, 33 ⅓ RPM   | 1. Cântec de petrecere 2. Sârba dobrogeană 3. Tropca 4. Stânga 5. Șchioapa | orchestra Grigore Kiazim                                                         |
| 1971 | EPD 1304 (mandolină) Muzică populară turcească      | vinil, LP, 25 cm, 33 RPM | 1. Aksam havasi (Cîntec de seară) 2. Dögüncüler oyunu (Dansul nuntașilor) 3. Çare sazi (Cîntecul dorolui) 4. Osman aga (Badea Osman) 5. Gelin oyunu (Jocul Miresei) 6. Dögün havasi (Cîntecul nunții) 7. Gean havasi (Cîntecul inimii) 8. Ne-Müșkül-Imiș(Cît de greu a fost) 9. Osmanin havasi (Cîntecul lui Osman) 10. Așk Havasi (Cîntec de dragoste) | orchestră populară, dirijor: Grigore Kiazim, maestru de sunet: ing. Erwin Șervan |
| 1975 | STM-EPE 01106 (mandolină) Muzică populară turcească | vinil, LP, 30 cm, 33 RPM | 1. Arzând, s-a făcut cenușă 2. Sârme de telegraf 3. Zorile dimineții 4. Cântec de dragoste 5. Perechi de trăsuri 6. Joc de nuntă 7. Peste tot e întuneric 8. Jocul Miresii 9. Dacă ai ști cât 10. Venind din Ceanakkale | orchestra Grigore Kiazim                                                         |
| 1978 | ST-EPE 01846 Mandolină                              | vinil, LP, 30 cm, 33 RPM | 1. Munte, munte brad frumos 2. Sârba lui Buică 3. Leliță Floare 4. Sârba îndrăcită 5. Șapte văi 6. Anicuța neichii dragă 7. Sârbă de concert 8. Dinspre ziuă 9. Hora lui Dinicu 10. Baladă 11. Sârbă ca la nuntă 12. Hora lui Marin | orchestra Grigore Kiazim                                                         |
| 1980 | ST-EPE 02236 (mandolină) Muzică populară turcească  | vinil, LP, 30 cm, 33 RPM | 1. Cântec de joc 2. Dansul fetelor 3. Joc de bărbați 4. Mi se spune meșter mare 5. Un om îndurerat dar neînfrânt 6. Dacă ați ști cât de bolnav sunt 7. Mergând spre Uskudar 8. Dacă vrei să mă iei, ia-mă cu tine 9. Baladă 10. Cântec de dor 11. Recebim - cântec de dor 12. Cântec de joc                                                             | orchestra Grigore Kiazim                                                         |
| 2011 | EDC 1006 (cobză) Să-mi cânți cobzar bătrân          | compact disc             | 20. Cântec turcesc de nuntă din Dobrogea 21. Geamparalele din Medgidia 22. Sârbă din Măcin | orchestra Grigore Kiazim                                                         |

## Societatea Română de Radiodifuziune

### ÎnregistrăriRadio România
Toate înregistrările lui Grigore Kiazim din Fonoteca Radio România au fost efectuate pe benzi de magnetofon.
| Anul înreg. | Piese                                      | Acompaniament                      | Note                            |
| 1951        | Bătuta de la Dunăre (mandolină)            | O.M.P.R., dirijor Nicu Stănescu    | transpuse și pe discul EPA 1865 |
| 1951        | Lezeasca din Medgidia (mandolină)          | O.M.P.R., dirijor Nicu Stănescu    | transpuse și pe discul EPA 1865 |
| 1951        | Hora din Constanța (mandolină)             | O.M.P.R., dirijor Nicu Stănescu    | transpuse și pe discul EPA 1974 |
| 1954        | Săltata (Joc din Galați) (mandolină)       | O.M.P.R., dirijor Victor Predescu  | transpuse și pe discul EPA 1974 |
| 1955        | Ursăreasca (mandolină)                     | O.M.P.R., dirijor Mielu Florescu   | transpusă și pe discul EPA 1999 |
| 1955        | Bătuta de la Dunăre (mandolină)            | O.M.P.R., dirijor Rudolf Wagner    | —                               |
| 1955        | Fata babei Marioara (mandolină)            | O.M.P.R., dirijor Rudolf Wagner    | transpusă și pe discul EPA 2000 |
| 1956        | Hora lui Ion Dinicu (mandolină)            | O.M.P.R., dirijor Victor Predescu  | transpuse și pe discul EPA 2192 |
| 1956        | Hora lui Teișanu (mandolină)               | O.M.P.R., dirijor Victor Predescu  | transpuse și pe discul EPA 2191 |
| 1956        | Sârba din Teiș (mandolină)                 | O.M.P.R., dirijor Victor Predescu  | transpuse și pe discul EPA 2226 |
| 1958        | Leliță Floare (mandolină)                  | O.M.P.R., dirijor Victor Predescu  | transpusă și pe discul EPA 2539 |
| 1958        | Sârba fedeleșului (mandolină)              | O.M.P.R., dirijor Victor Predescu  | transpuse și pe discul EPA 2537 |
| 1958        | Sârba lui Grigoraș Dinicu (mandolină)      | O.M.P.R., dirijor Victor Predescu  | transpuse și pe discul EPA 2537 |
| 1961        | Hora de la Cirsolari (mandolină)           | O.M.P.R., dirijor Victor Predescu  | —                               |
| 1963        | Joc dobrogean (geampara) (mandolină)       | O.M.P.R., dirijor Victor Predescu  | —                               |
| 1967        | Cerchezească (mandolină)                   | O.M.P.R., dirijor Victor Predescu  | —                               |
| 1967        | Geamparalele (cobză)                       | O.M.P.R., dirijor Victor Predescu  | —                               |
| 1976        | Sârba lui Buică (mandolină)                | O.M.P.R., dirijor Nelu Stan        | compozitor Nicolae Buică        |
| 1982        | Hora bătută (mandolină)                    | O.M.P.R., dirijor Marius Olmazu    | —                               |
| 1982        | Sârba lui Ilie (mandolină)                 | O.M.P.R., dirijor Marius Olmazu    | compozitor Ilie Vlădescu        |
| 1982        | Sârba lui Pompieru (mandolină)             | O.M.P.R., dirijor Marius Olmazu    | compozitor Costică Pompieru     |
| 1983        | Drag mi-a fost dealul să-l sui (mandolină) | orchestra Grigore Kiazim           | —                               |
| 1983        | Hora ca la nuntă (mandolină)               | orchestra Grigore Kiazim           | —                               |
| 1983        | Hora lui Bazarcă (mandolină)               | orchestra Grigore Kiazim           | —                               |
| 1983        | Melodie muntenească (mandolină)            | orchestra Grigore Kiazim           | —                               |
| indisp.     | Baladă (mandolină)                         | O.M.P.R., dirijor Constantin Mirea | —                               |
| indisp.     | Hora boierească (mandolină)                | O.M.P.R., dirijor Victor Predescu  | —                               |
| indisp.     | Hora de la Chițorani (mandolină)           | O.M.P.R.                           | —                               |
| indisp.     | Omule cu caii buni (mandolină)             | O.M.P.R.                           | —                               |
| indisp.     | Pandelașul (mandolină)                     | O.M.P.R.                           | —                               |
| indisp.     | Sârba de la Expoziție (mandolină)          | O.M.P.R.                           | —                               |
| indisp.     | Șapte văi și-o vale-adâncă (mandolină)     | O.M.P.R., dirijor Victor Predescu  | —                               |

### Editura Casa Radio
| An   | Număr de catalog                                                | Format       | Piese                                                                                                | Acompaniament                                                                   |
| 2006 | 171 Orchestra de muzică populară Radio. Instrumentiști Virtuozi | compact disc | 03. Hora bătută (mandolină) 10. Bătuta de la Dunăre (mandolină) 16. Hora de la Cirsolari (mandolină) | O.M.P.R., dirijori: Marius Olmazu (3), Radu Voinescu (10), Victor Predescu (16) |